# Internationale Marathon van Namen
De Internationale Marathon van Namen (Marathon International de Namur) is een hardloopevenement dat sinds 2018 jaarlijks wordt georganiseerd in Namen. De hoofdafstand is de marathon, maar daarnaast worden er ook een halve marathon en 10 km gelopen.
De editie van 2020 kwam te vervallen vanwege de coronacrisis. Het volgende jaar werd de marathon digitaal gelopen. In 2022 volgde weer een reguliere editie, waarbij de aankomst werd verplaatst van Jambes naar de Place d’Armes in het centrum van Namen.

## Uitslagen[4]
| Jaar | Atleet                                  | Land                                    | Tijd                                    | Atlete                                  | Land                                    | Tijd                                    | Ref          |
| ---- | --------------------------------------- | --------------------------------------- | --------------------------------------- | --------------------------------------- | --------------------------------------- | --------------------------------------- | ------------ |
| 2018 | Michael Brandenbourg                    | België                                  | 2:28.16                                 | Claire-Hélène Camelot                   | Frankrijk                               | 2:54.02                                 | [ 5 ]        |
| 2019 | Willem Van Schuerbeeck                  | België                                  | 2:18.19                                 | Mathilde Lecaillié                      | België                                  | 3:09.40                                 | [ 6 ] [ 7 ]  |
| 2020 | Afgelast wegens coronamaatregelen       | Afgelast wegens coronamaatregelen       | Afgelast wegens coronamaatregelen       | Afgelast wegens coronamaatregelen       | Afgelast wegens coronamaatregelen       | Afgelast wegens coronamaatregelen       | [ 3 ] [ 8 ]  |
| 2021 | Digitale editie op basis van GPS-tijden | Digitale editie op basis van GPS-tijden | Digitale editie op basis van GPS-tijden | Digitale editie op basis van GPS-tijden | Digitale editie op basis van GPS-tijden | Digitale editie op basis van GPS-tijden | [ 3 ] [ 8 ]  |
| 2022 | Maël Gentgen                            | België                                  | 2:32.14                                 | Vanessa Van Bossche                     | België                                  | 3:19.06                                 | [ 9 ] [ 10 ] |
| 2023 | Amaury Paquet                           | België                                  | 2:25.41                                 | Coralie Baudoux                         | Frankrijk                               | 2:59.26                                 | [ 11 ]       |